# Беляев, Леонид Анатольевич
Леони́д Анато́льевич Беля́ев (род. 23 мая 1947) — депутат Государственной думы третьего созыва.

## Биография
Окончил Ивановский энергетический институт в 1970 году. был председателем профсоюзного комитета, преподавателем, доцентом Ивановского энергетического института (технического университета), работал заместителем генерального директора ОАО «Актив-Центр» (г. Иваново).
В декабре 1999 года был избран в Государственную думу РФ третьего созыва по федеральному списку избирательного блока Межрегиональное движение «Единство» («Медведь»), был членом фракции «Единство», членом Комитета по кредитным организациям и финансовым рынкам.
Ранее избирался депутатом Ивановского городского Совета народных депутатов (1990—1993), являлся руководителем регионального отделения «Держава».
Ныне — председатель правления Ивановской областной организации по защите прав и законных интересов акционеров и вкладчиков.